# Вольфрам Вайбель
Вольфрам Вайбель  (нім. Wolfram Waibel; нар. 22 лютого 1970) — австрійський стрілець, олімпійський медаліст.

## Виступи на Олімпіадах
| Олімпіада      | Дисципліна                                     | Місце |
| -------------- | ---------------------------------------------- | ----- |
| Барселона 1992 | пневматична гвинтівка, 10 м                    | 11T   |
| Барселона 1992 | дрібнокаліберна гвинтівка, 50 м, три положення | 38T   |
| Барселона 1992 | дрібнокаліберна гвинтівка, 50 м, лежачи        | 11T   |
| Атланта 1996   | пневматична гвинтівка, 10 м                    | 2     |
| Атланта 1996   | дрібнокаліберна гвинтівка, 50 м, три положення | 3     |
| Атланта 1996   | дрібнокаліберна гвинтівка, 50 м, лежачи        | 39T   |
| Сідней 2000    | пневматична гвинтівка, 10 м                    | 18T   |
| Афіни 2004     | дрібнокаліберна гвинтівка, 50 м, лежачи        | 16T   |